# Otruby (Slaný)
Otruby jsou malá vesnice, část města Slaný v okrese Kladno ve Středočeském kraji. Nachází něco přes dva kilometry severozápadně od Slaného nad soutokem potoků Byseňského a Lotoušského. V katastrálním území Otruby leží též osada Lidice u Otrub (někdy též zvaná Menší Lidice či Lidický dvůr).

## Historie

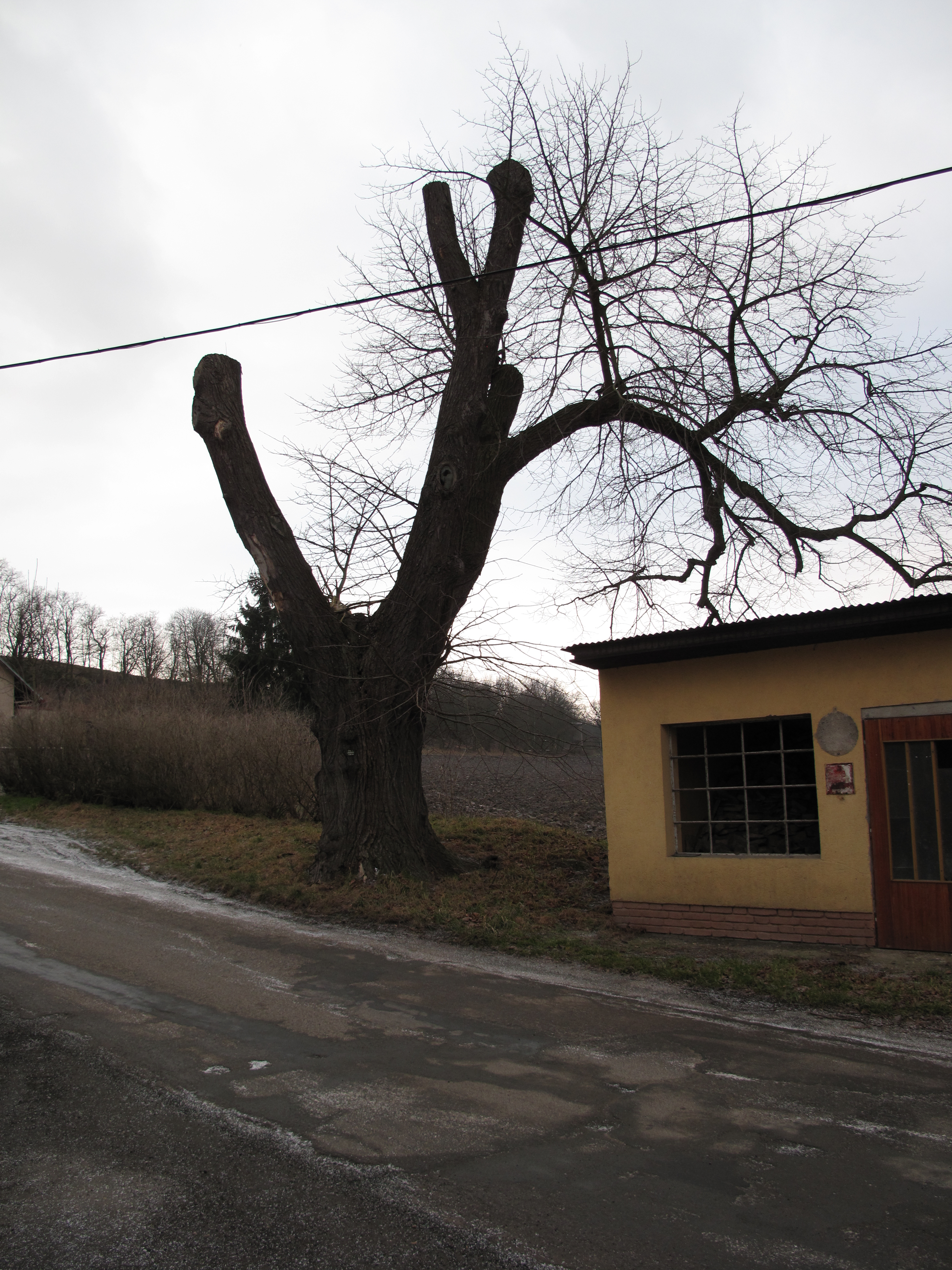
Strom chráněný státem

První písemná zmínka o vesnici pochází z roku 1248.

## Obyvatelstvo
| Rok            | 1869 | 1880 | 1890 | 1900 | 1910 | 1921 | 1930 | 1950 | 1961 | 1970 | 1980 | 1991 | 2001 | 2011 | 2021 |
| -------------- | ---- | ---- | ---- | ---- | ---- | ---- | ---- | ---- | ---- | ---- | ---- | ---- | ---- | ---- | ---- |
| Počet obyvatel | 119  | 166  | 139  | 158  | 161  | 157  | 195  | 117  | 128  | 110  | 90   | 68   | 82   | 90   | 110  |
| Počet domů     | 14   | 15   | 16   | 17   | 21   | 22   | 30   | 29   | 29   | 23   | 22   | 25   | 30   | 31   | 31   |

## Obecní správa
Při sčítání lidu v letech 1850–1920 Otruby byly osadou obce Trpoměchy v okrese Slaný. V letech 1921–1960 byly samostatnou obcí, se kterým patřily nejprve do okresu Slaný, ale od roku 1960 v okrese Kladno. Od 1. července 1960 jsou částí města Slaný v okrese Kladno.

## Pamětihodnosti
- Kostel svatého Jakuba Většího v Lidicích
- památná lípa